# Georg Adam Kühnle

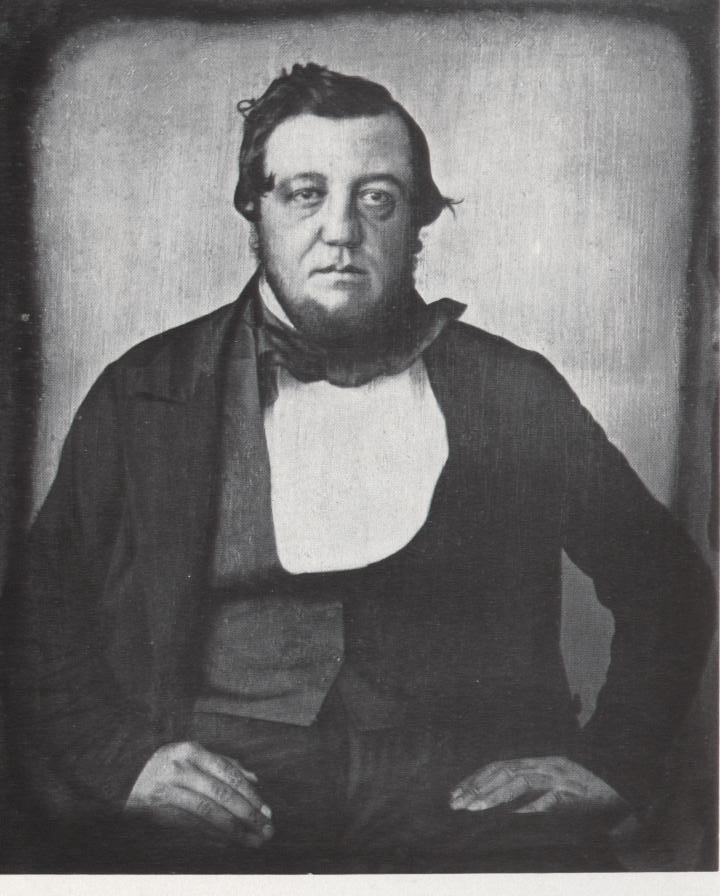
Georg Adam Kühnle, Daguerreotypie um 1850

Georg Adam Kühnle (* Februar 1796 in Haßmersheim; † 30. Juni 1863 in Frankenthal (Pfalz)) war ein Händler, Spediteur und Flussreeder, der ein Guss- und Maschinenwerk in Frankenthal gründete, woraus später die Maschinenbaufirma Kühnle, Kopp & Kausch wurde.

## Leben und Wirken
Er war der Sohn des Schiffers Georg Friedrich Kühnle und dessen Gattin Maria Magdalena Heuß, aus der gleichen Haßmersheimer Familie, von der auch der spätere Bundespräsident Theodor Heuss abstammte.
Georg Adam Kühnle betrieb um 1845, mit eigenen Schiffen, einen umfangreichen Handel auf Neckar und Rhein. Er verkaufte insbesondere Holz und Landprodukte; sein Vermögen wurde  auf die enorme Summe von 100.000 Gulden geschätzt.
Georg Hamm aus der Saarpfalz hatte 1844 die alteingesessene Glockengießerei Schrader in Frankenthal übernommen und stellte dort auch Grauguss her.
Am 1. April 1847 trat Kühnle als finanzkräftiger Teilhaber in diese Firma ein, beteiligte sich aber zunächst nicht an der Leitung des Unternehmens, sondern widmete sich weiter seinen Handelsgeschäften. Ab 1848 arbeitete auch Andreas Hamm, Georg Hamms jüngerer Bruder, in dem Betrieb mit. Wegen aktiver Beteiligung an der Revolution von 1848/49 musste Georg Hamm flüchten und ließ sich später, nach seiner Begnadigung, in Kaiserslautern nieder.
Georg Adam Kühnle übernahm nun zusammen mit Andreas Hamm die Leitung des Frankenthaler Unternehmens. Letzterer machte sich 1852 in der gleichen Sparte selbstständig und Kühnle führte das Stammunternehmen allein weiter, jedoch unter Ausschluss der Glockenherstellung. Er produzierte nun hauptsächlich Dampfmaschinen, Dampfkessel, Mühlen- und Brauereieinrichtungen sowie Textilmaschinen. Die Fabrik firmierte unter dem Namen Kühnlesche Maschinenfabrik und expandierte rasch. Einer der Hauptkunden wurde die Badische Anilin- und Sodafabrik (BASF) in Ludwigshafen, welche einen großen Teil ihrer maschinellen Ausrüstung ausschließlich dort bezog.
Der Firmengründer starb 1863. Unter den Erben fusionierte das Werk 1899 mit zwei weiteren Frankenthaler Betrieben, der Dampfkesselschmiede von Hans Kopp (1847–1915) und der Kesselschmiede Velthuysen & Co., welche dem Ingenieur Rudolf Kausch (1865–1910) gehörte. Das neue Unternehmen hieß „Frankenthaler Kesselschmiede und Maschinenfabrik Kühnle, Kopp & Kausch AG“ (KK&K), welchen Namen es bis  2007 behielt und nennt sich nun „Siemens Turbomachinery Equipment GmbH“, die Turboladersparte des Unternehmens gehört seit 1997 zu BorgWarner.